# Premio Cento
Il Premio Letteratura Ragazzi di Cento è un concorso internazionale rivolto ad autori di libri per ragazzi (scuole elementari e medie) in lingua italiana, originali o tradotti. 
Tra i più noti scrittori ad aver vinto questo premio si può citare Roberto Piumini (1979 e 1995), Bianca Pitzorno (1988), Daniel Pennac (1993), Susanna Tamaro (1995), J. K. Rowling (1998) autrice della saga di Harry Potter.

## Origini
Il premio nasce nel 1979 su iniziativa della Cassa di Risparmio di Cento e della Facoltà di Magistero dell'Università degli Studi di Ferrara. Inizialmente composto da una giuria di esperti presieduta da Gianni Rodari, che ne decideva il vincitore, dal 1981 assunse l'attuale modalità di premiazione.
Attualmente è promosso e organizzato dalla Fondazione Cassa di Risparmio di Cento, con il patrocinio della Regione Emilia-Romagna, della Provincia di Ferrara, del Comune di Cento, delle Università degli Studi di Ferrara e di Bologna è giunto nel 2011 alla sua XXXIII edizione.

## Modalità di premiazione
Il concorso prevede una prima fase di selezione fra tutte le opere pervenute di due terne finaliste ad opera di una Commissione giudicatrice attualmente composta da Guido Clericetti, Fulvia Sisti, Giovanni Genovesi, Mario Schiavato, Franco Frabboni, Tiziana Ferrario, Paolo Valentini e Folco Quilici. A decretare la graduatoria finale e quindi i vincitori sarà una seconda fase che vede il coinvolgimento di due giurie popolari, una composta da alunni delle ultime tre classi della scuola primaria, l'altra da studenti delle tre classi della scuola secondaria di primo grado.

## Albo d'oro
1979
- Roberto Piumini Il giovane che entrava nel palazzo Nuove Edizioni Romane

1980
- Marcello Venturi Collefiorito Ed. Stampatori

1981
- Marina Gemelli Una vacanza fantastica Ed. Ferraro

1982
- Giovanni Arpino Il contadino Genè Garzanti

1983
- Pino Nucci Il patto Maggioli

1984
- Renata Schiavo Campo Il signor Noè e i suoi piccoli animali Mursia

1985
- Pier Mario Fasanotti Il gatto della mezzaluna Garzanti - Vallardi

1986
- Beatrice Solinas Donghi Quell'estate al castello Ed. Elle

1987
- Christine Nöstlinger Il Wauga Juvenilia Edizioni

1988
- Bianca Pitzorno La bambola dell'alchimista Arnoldo Mondadori Editore

1989
- Mario Lodi Il mistero del cane Giunti-Marzocco

1990
- William Steig Il vero ladro Arnoldo Mondadori Editore

1991
- Roberta Grazzani Tartarina di Recalmuto Editore Vita e Pensiero
- Michel Lucet Spaccato in due Edizioni EL

1992
- Pinin Carpi La zia corsara Giunti-Marzocco
- Sam Llewellyn Alec contro tutti Arnoldo Mondadori Editore

1993
- Ole Lund Kirkegaard Tarzan di gomma Mursia
- Daniel Pennac Abbaiare stanca Salani

1994
- Friedl Neuhauser, Barbara Novak e Alexander Rinesch Greg, il teleranocchio Juvenilia Edizioni
- Silvana Gandolfi Pasta di drago Salani

1995
- Susanna Tamaro Il cerchio magico Arnoldo Mondadori Editore
- Roberto Piumini Denis del pane Einaudi

1996
- Silvana Gandolfi Occhio al gatto Salani
- Guido Quarzo e Anna Vivarelli Amico di un altro pianeta Einaudi

1997
- Ian Whybrow Manuale di cattiveria per piccoli lupi Bompiani
- Elizabeth Honey Stella Street 45 e 47 Salani

1998
- Angela Nanetti Mio nonno era un ciliegio Einaudi
- J. K. Rowling Harry Potter e la pietra filosofale Salani

1999
- Maria Vago Il pirata Tiziana Arka Edizioni
- Fiona May e Paola Zannoner Il salto più lungo Giunti

2000
- Domenica Luciani Sette volte gatto Feltrinelli
- Louis Sachar Buchi nel deserto Piemme

2001
- Paul Shipton Scarabeo Holmes e il mostro del giardino Arnoldo Mondadori Editore
- Sivio Conte e Mariella Ottino Melissa Bruno Mondadori

2002
- Anna Vivarelli La nonna di Elena Feltrinelli
- Francesco D'Adamo Storia di Iqbal Edizioni EL

2003
- Anna Lavatelli Faccia di maiale Salani
- Uri Orlev Corri ragazzo, corri Salani

2004
- Sheila Och Un nonno a quattro zampe Giunti
- Eoin Colfer La lista dei desideri Arnoldo Mondadori Editore

2005
- Luigi Garlando Mio papà scrive la guerra Piemme
- Michael Morpurgo La guerra del soldato pace Salani

2006
- Roberta Grazzani Poppi e Tatti Fabbri
- Angela Ragusa I cavalieri del vento Piemme[5]

2007
- Sebastiano Ruiz Mignone Pelù il goleador Einaudi
- Jordan Sonnenblick Una chitarra per due Arnoldo Mondadori Editore[6]

2008
- Kate DiCamillo Lo straordinario viaggio di Edward Tulane Giunti
- Pina Varriale Ragazzi di camorra Piemme[7]

2009
- Aquilino Ti salverò canaglia Giunti
- Finn Zetterholm Il segreto di Lydia Salani[8]

2010
- Angela Nanetti La compagnia della pioggia Giunti
- Gianpietro Scalia Brevissima storia Ed. Angolo Manzoni

2011 (non assegnato)
2012
- Guido Sgardoli Due per uno Nuove Edizioni Romane
- Pam Munoz Ryan Il sognatore Arnoldo Mondadori Editore

2013
- Furio Scarpelli e Giacomo Scarpelli Estella e Jim nella meravigliosa Isola del Tesoro Gallucci editore
- Elisa Castiglioni Giudici La ragazza che leggeva le nuvole Editrice Il Castoro

2014
- Davide Calì Mio Padre il Grande Pirata Orecchio Acerbo editore
- Fabrizio Silei Se il diavolo porta il cappello Salani editore

2015
- Vanna Cercenà Non piangere non ridere non giocare Lapis edizioni
- Nicoletta Bortolotti In piedi nella neve Einaudi

2016
- David Cirici Muschio Il Castoro
- Annalisa Strada Io, Emanuela agente della scorta di Paolo Borsellino Edizioni EL

2017
- Marco Tomatis e Loredana Frescura Massimo da sistemare Giunti
- Lynda Mullaly Hunt Un pesce sull'albero Uovonero

2018
- Andreas Steinhöfel Dirk e io Beisler
- Jason Reynolds Ghost Rizzoli

2019
- Meg Rosoff Che bravo cane! Rizzoli
- Christian Hill Il ladro dei cieli Rizzoli

2020
- Jutta Richter La signora Lana e il profumo della cioccolata Beisler
- Eloy Moreno Invisibile Mondadori